# コンスエロ・ベラスケス
コンスエロ・ベラスケス・トーレス（スペイン語: Consuelo Velázquez Torres、1916年8月21日 - 2005年1月22日）は、メキシコの女性作曲家・ピアニスト。17歳の時に世界的な大ヒット作品となる「ベサメ・ムーチョ」を作曲した。他の作品に「カチート」など。